# Association mathématique du Québec
Pour les articles homonymes, voir AMQ.
L'Association mathématique du Québec (AMQ) a été fondée le 5 juin 1958. C'est la plus grande association vouée exclusivement aux mathématiques au Québec. Son président actuel est Frédéric Gourdeau.
Les fondateurs de l'AMQ sont Maurice L'Abbé, Louis Lemieux, Yvon Préfontaine, et Normand Prescott. Il y avait 125 membres au départ dont Hector Gravel qui fut l’un des premiers présidents; la moitié d'entre eux provenaient de communautés religieuses.
L'AMQ est héritière de plusieurs associations savantes canadiennes qui se sont succédé depuis 1923 : la Société de mathématiques de Québec d'Adrien Pouliot, la Société de mathématiques et d'astronomie du Canada et la Société de mathématiques et de physique de Montréal.
Depuis 1959, l'AMQ organise son congrès annuel dans différentes villes québécoises. Ce congrès permet aux enseignants des mathématiques de partager leurs outils pédagogiques, leurs innovations curriculaires. De plus, plusieurs chercheurs y partagent aussi leurs découvertes qui peuvent intéresser la communauté mathématique du Québec. 
L'AMQ organise des camps mathématiques et divers concours mathématiques à l'échelle provinciale. Elle fait la promotion de l'enseignement des mathématiques à tous les niveaux du système éducatif québécois. Les chercheurs associés à l'AMQ ont fondé les Annales des sciences mathématiques du Québec, dont la propriété a été transférée à l'Institut des sciences mathématiques du Québec (ISM) en octobre 2012. La revue est dorénavant publiée par Springer pour le compte de l'ISM sous le nom des Annales mathématiques du Québec.
L'association remet chaque année plusieurs prix mathématiques : le prix Abel-Gauthier, le prix Adrien-Pouliot, le prix Roland-Brossard et le prix Frère-Robert. Quiconque s'intéresse aux mathématiques peut adhérer à l'AMQ, car l'association croit que la diversité de ses membres fait sa richesse.

## Groupes associés
- Groupes des responsables en mathématique du secondaire (GRMS)
- Groupe des didacticiels en mathématiques (GDM)
- Association des promoteurs de l'avancement de la mathématique à l'élémentaire (APAME)
- Annales mathématiques du Québec (gérée par l'Institut des Sciences Mathématiques)[1]

## Présidents de l'AMQ
- Maurice L'Abbé (1958 - 1960)
- Fernand Lemay (1960 -1961)
- Roch Ouellet (1976 - 1978)
- Richard Pallascio (1979 - 1981)
- Louise Trudel (1982 - 1984)
- Jean Matte (1985 - 1987)
- Jean Auger (1988 - 1989)
- Ginette Ouellette (1990 - 1992)
- Bernard Courteau (1993 - 1999)
- Jean Dionne (2000 - 2004)
- Jean-Marie De Koninck (2005 - 2007)
- Benoît Régis (2008)
- France Caron (2009 - 2013)
- Denis Lavigne (2013 - 2015)
- Ivan Constantineau (2016 - 2017)
- Frédéric Gourdeau (2018- )